# Jamajka na Letnich Igrzyskach Olimpijskich 2016
Jamajkę na Letnich Igrzyskach Olimpijskich 2016 reprezentowało 60 sportowców (26 mężczyzn i 34 kobiety).
Na chorążego reprezentacji Jamajki została wybrana Shelly-Ann Fraser-Pryce.
Jest to siedemnasty start Jamajki na letnich igrzyskach olimpijskich.

## Zdobyte medale
| Medale według dni | Medale według dni | Medale według dni | Medale według dni | Medale według dni | Medale według dni | Medale według dni |
| ----------------- | ----------------- | ----------------- | ----------------- | ----------------- | ----------------- | ----------------- |
| Dzień             | Data              |                   |                   |                   |                   |                   |
| Dzień 0           | 5                 | —                 | —                 | —                 | —                 |                   |
| Dzień 1           | 6                 | 0                 | 0                 | 0                 | 0                 |                   |
| Dzień 2           | 7                 | 0                 | 0                 | 0                 | 0                 |                   |
| Dzień 3           | 8                 | 0                 | 0                 | 0                 | 0                 |                   |
| Dzień 4           | 9                 | 0                 | 0                 | 0                 | 0                 |                   |
| Dzień 5           | 10                | 0                 | 0                 | 0                 | 0                 |                   |
| Dzień 6           | 11                | 0                 | 0                 | 0                 | 0                 |                   |
| Dzień 7           | 12                | 0                 | 0                 | 0                 | 0                 |                   |
| Dzień 8           | 13                | 1                 | 0                 | 1                 | 2                 |                   |
| Dzień 9           | 14                | 1                 | 0                 | 0                 | 1                 |                   |
| Dzień 10          | 15                | 0                 | 0                 | 1                 | 1                 |                   |
| Dzień 11          | 16                | 1                 | 0                 | 0                 | 1                 |                   |
| Dzień 12          | 17                | 1                 | 0                 | 0                 | 1                 |                   |
| Dzień 13          | 18                | 1                 | 0                 | 0                 | 1                 |                   |
| Dzień 14          | 19                | 1                 | 1                 | 0                 | 2                 |                   |
| Dzień 15          | 20                | 0                 | 2                 | 0                 | 2                 |                   |
| Razem             |                   | 6                 | 3                 | 2                 | 11                |                   |

| Medal  | Zawodnik | Dyscyplina    | Konkurencja                 | Rezultat | Data        |
| ------ | --- | ------------- | --------------------------- | -------- | ----------- |
| Złoto  | Elaine Thompson | Lekkoatletyka | 100 m kobiet                | 10,71    | 13 sierpnia |
| Złoto  | Usain Bolt | Lekkoatletyka | 100 m mężczyzn              | 9,81     | 14 sierpnia |
| Złoto  | Omar McLeod | Lekkoatletyka | 110 m przez płotki mężczyzn | 13,05    | 16 sierpnia |
| Złoto  | Elaine Thompson | Lekkoatletyka | 200 m kobiet                | 21,78    | 17 sierpnia |
| Złoto  | Usain Bolt | Lekkoatletyka | 200 m mężczyzn              | 19,78    | 18 sierpnia |
| Złoto  | Asafa Powell Jevaughn Minzie Nickel Ashmeade Kemar Bailey-Cole Yohan Blake Usain Bolt                                     | Lekkoatletyka | sztafeta 4 × 100 m mężczyzn | 37,27    | 19 sierpnia |
| Srebro | Simone Facey Sashalee Forbes Veronica Campbell-Brown Shelly-Ann Fraser-Pryce Christania Williams Elaine Thompson          | Lekkoatletyka | sztafeta 4 × 100 m kobiet   | 41,36    | 19 sierpnia |
| Srebro | Christine Day Anneisha McLaughlin-Whilby Chris-Ann Gordon Novlene Williams-Mills Stephenie Ann McPherson Shericka Jackson | Lekkoatletyka | sztafeta 4 × 400 m kobiet   | 3:20,34  | 20 sierpnia |
| Srebro | Rusheen McDonald Peter Matthews Nathon Allen Javon Francis Fitzroy Dunkley                                                | Lekkoatletyka | sztafeta 4 × 400 m mężczyzn | 2:58,16  | 20 sierpnia |
| Brąz   | Shelly-Ann Fraser-Pryce                                                                                                   | Lekkoatletyka | 100 m kobiet                | 10,86    | 13 sierpnia |
| Brąz   | Shericka Jackson | Lekkoatletyka | 400 m kobiet                | 49,85    | 15 sierpnia |

## Reprezentanci

### Gimnastyka sportowa
| Zawodnik          | Konkurencja     | Eliminacje | Eliminacje | Finał | Finał   | Pozycja |
| Zawodnik          | Konkurencja     | Wynik      | Pozycja    | Wynik | Pozycja | Pozycja |
| ----------------- | --------------- | ---------- | ---------- | ----- | ------- | ------- |
| Toni-Ann Williams | wielobój kobiet | 50.966     | 54.        | NQ    | NQ      | 54.     |

### Lekkoatletyka

#### Mężczyźni
Konkurencje biegowe
| Zawodniczka                                                                           | Konkurencja        | Runda 1  | Runda 1 | Runda 2  | Runda 2 | Półfinał | Półfinał | Finał    | Finał   | Źródło |
| Zawodniczka                                                                           | Konkurencja        | Rezultat | Pozycja | Rezultat | Pozycja | Rezultat | Pozycja  | Rezultat | Pozycja | Źródło |
| ------------------------------------------------------------------------------------- | ------------------ | -------- | ------- | -------- | ------- | -------- | -------- | -------- | ------- | ------ |
| Nickel Ashmeade                                                                       | 100 m              | BYE      | BYE     | 10,13    | 8.      | 10,05    | 7.       | NQ       | NQ      | [ 1 ]  |
| Yohan Blake                                                                           | 100 m              | BYE      | BYE     | 10,11    | 6.      | 10,01    | 11.      | 9,93     | 4.      | [ 1 ]  |
| Usain Bolt                                                                            | 100 m              | BYE      | BYE     | 10,07    | 4.      | 9,86     | 1.       | 9,81     | złoto   | [ 1 ]  |
| Nickel Ashmeade                                                                       | 200 m              | 20,15    | 4.      | N/A      | N/A     | 20,31    | 13.      | NQ       | NQ      | [ 2 ]  |
| Yohan Blake                                                                           | 200 m              | 20,13    | 3.      | N/A      | N/A     | 20,37    | 16.      | NQ       | NQ      | [ 2 ]  |
| Usain Bolt                                                                            | 200 m              | 20,28    | 15.     | N/A      | N/A     | 19,78    | 1.       | 19,78    | złoto   | [ 2 ]  |
| Fitzroy Dunkley                                                                       | 400 m              | 45,66    | 24.     | N/A      | N/A     | NQ       | NQ       | NQ       | NQ      | [ 3 ]  |
| Javon Francis                                                                         | 400 m              | 45,88    | 27.     | N/A      | N/A     | 44,96    | 12       | NQ       | NQ      | [ 3 ]  |
| Rusheen McDonald                                                                      | 400 m              | 45,22    | 5.      | N/A      | N/A     | 46,12    | 21.      | NQ       | NQ      | [ 3 ]  |
| Kemoy Campbell                                                                        | 5000 m             | 13:30,32 | 25.     | N/A      | N/A     | NQ       | NQ       | NQ       | NQ      | [ 4 ]  |
| Deuce Carter                                                                          | 110 m przez płotki | 13,51    | 10.     | N/A      | N/A     | 13,69    | 20.      | NQ       | NQ      | [ 5 ]  |
| Omar McLeod                                                                           | 110 m przez płotki | 13,27    | 1.      | N/A      | N/A     | 13,15    | 1.       | 13,05    | złoto   | [ 5 ]  |
| Andrew Riley                                                                          | 110 m przez płotki | 13,52    | 12.     | N/A      | N/A     | 13,46    | 11.      | NQ       | NQ      | [ 5 ]  |
| Roxroy Cato                                                                           | 400 m przez płotki | 48,56    | 5.      | N/A      | N/A     | DSQ      | DSQ      | NQ       | NQ      | [ 6 ]  |
| Jaheel Hyde                                                                           | 400 m przez płotki | 49,24    | 18.     | N/A      | N/A     | 49,17    | 14.      | NQ       | NQ      | [ 6 ]  |
| Annsert Whyte                                                                         | 400 m przez płotki | 48,37    | 1.      | N/A      | N/A     | 48,32    | 2.       | 48,07    | 5.      | [ 6 ]  |
| Asafa Powell Jevaughn Minzie Nickel Ashmeade Kemar Bailey-Cole Yohan Blake Usain Bolt | sztafeta 4 × 100 m | 37,94    | 5.      | N/A      | N/A     | N/A      | N/A      | 37,27    | złoto   | [ 7 ]  |
| Rusheen McDonald Peter Matthews Nathon Allen Javon Francis Fitzroy Dunkley            | sztafeta 4 × 400 m | 2:58,29  | 1.      | N/A      | N/A     | N/A      | N/A      | 2:58,16  | srebro  | [ 8 ]  |

Konkurencje techniczne
| Zawodnik         | Konkurencja    | Kwalifikacje | Kwalifikacje | Finał | Finał   | Źródło |
| Zawodnik         | Konkurencja    | Wynik        | Miejsce      | Wynik | Miejsce | Źródło |
| ---------------- | -------------- | ------------ | ------------ | ----- | ------- | ------ |
| O’Dayne Richards | pchnięcie kulą | 20,40        | 12.          | 20,64 | 8.      | [ 9 ]  |
| Damar Forbes     | skok w dal     | 7,85         | 12.          | 7,82  | 12.     | [ 10 ] |
| Aubrey Smith     | skok w dal     | NM           | –            | NQ    | NQ      | [ 10 ] |
| Clive Pullen     | trójskok       | 16,08        | 33.          | NQ    | NQ      | [ 11 ] |
| Fedrick Dacres   | rzut dyskiem   | 50,69        | 34.          | NQ    | NQ      | [ 12 ] |

#### Kobiety
Konkurencje biegowe
| Zawodniczka | Konkurencja           | Runda 1   | Runda 1 | Runda 2  | Runda 2 | Półfinał | Półfinał | Finał    | Finał   | Pozycja | Źródło |
| Zawodniczka | Konkurencja           | Rezultat  | Pozycja | Rezultat | Pozycja | Rezultat | Pozycja  | Rezultat | Pozycja | Pozycja | Źródło |
| --- | --------------------- | --------- | ------- | -------- | ------- | -------- | -------- | -------- | ------- | ------- | ------ |
| Elaine Thompson | Bieg na 100 m         | BYE       | BYE     | 11,21    | 11. Q   | 10,88    | 1. Q     | 10,71    | 1.      | złoto   | [ 13 ] |
| Shelly-Ann Fraser-Pryce                                                                                                   | Bieg na 100 m         | BYE       | BYE     | 10,96    | 1. Q    | 10,88    | 2. Q     | 10,86    | 3.      | brąz    | [ 13 ] |
| Christania Williams | Bieg na 100 m         | BYE       | BYE     | 11,27    | 15. Q   | 10,96    | 8. Q     | 11,80    | 8.      | 8.      | [ 13 ] |
| Elaine Thompson | Bieg na 200 m         | 22,63     | 9. Q    | —        | —       | 22,13    | 3. Q     | 21,78    | 1.      | złoto   | [ 14 ] |
| Simone Facey | Bieg na 200 m         | 22,78     | 17. Q   | —        | —       | 22,57    | 11.      | NQ       | NQ      | 11.     | [ 14 ] |
| Veronica Campbell-Brown                                                                                                   | Bieg na 200 m         | 22,97     | 27.     | —        | —       | NQ       | NQ       | NQ       | NQ      | 27.     | [ 14 ] |
| Stephenie Ann McPherson                                                                                                   | Bieg na 400 m         | 51,36     | 10. Q   | —        | —       | 50,69    | 7. Q     | 50,97    | 6.      | 6.      | [ 14 ] |
| Christine Day | Bieg na 400 m         | 51,54     | 15. Q   | —        | —       | 51,53    | 15.      | NQ       | NQ      | 15.     | [ 14 ] |
| Shericka Jackson | Bieg na 400 m         | 51,73     | 17. Q   | —        | —       | 49,83    | 2. Q     | 49,85    | 3.      | brąz    | [ 14 ] |
| Simoya Campbell | 800 m                 | 2:02,07   | 41.     | N/A      | N/A     | NQ       | NQ       | NQ       | NQ      | 41.     | [ 15 ] |
| Natoya Goule | 800 m                 | 2:00,49   | 24.     | N/A      | N/A     | NQ       | NQ       | NQ       | NQ      | 24.     | [ 15 ] |
| Kenia Sinclair | 800 m                 | 2:03,75   | 51.     | N/A      | N/A     | NQ       | NQ       | NQ       | NQ      | 51.     | [ 15 ] |
| Megan Simmonds | 100 m przez płotki    | 12,81 Q   | 7.      | N/A      | N/A     | 12,95    | 14.      | NQ       | NQ      | 14.     | [ 16 ] |
| Shermaine Williams | 100 m przez płotki    | 12,95 q   | 21.     | N/A      | N/A     | 12,86    | 9.       | NQ       | NQ      | 9.      | [ 16 ] |
| Nickiesha Wilson | 100 m przez płotki    | 12,89 Q   | 16.     | N/A      | N/A     | 13,14    | 19.      | NQ       | NQ      | 19.     | [ 16 ] |
| Leah Nugent | 400 m przez płotki    | 55,66 Q   | 8.      | N/A      | N/A     | 54,98 q  | 7.       | 54,45    | 6.      | 6.      | [ 17 ] |
| Janeive Russell | 400 m przez płotki    | 56,13 Q   | 16.     | N/A      | N/A     | 54,92 Q  | 6.       | 54,56    | 7.      | 7.      | [ 17 ] |
| Ristananna Tracey | 400 m przez płotki    | 54,88 Q   | 1.      | N/A      | N/A     | 54,80 Q  | 4.       | 54,15    | 5.      | 5.      | [ 17 ] |
| Aisha Praught | 3000 m z przeszkodami | 9:35,79 q | 28.     | N/A      | N/A     | N/A      | N/A      | 9:34,20  | 14.     | 14.     | [ 18 ] |
| Simone Facey Sashalee Forbes Veronica Campbell-Brown Shelly-Ann Fraser-Pryce Christania Williams Elaine Thompson          | sztafeta 4 × 100 m    | 47,19 Q   | 2.      | N/A      | N/A     | N/A      | N/A      | 41,36    | 2.      | srebro  | [ 19 ] |
| Christine Day Anneisha McLaughlin-Whilby Chris-Ann Gordon Novlene Williams-Mills Stephenie Ann McPherson Shericka Jackson | sztafeta 4 × 400 m    | 3:22,38 Q | 2.      | N/A      | N/A     | N/A      | N/A      | 3:20,34  | 2.      | srebro  | [ 20 ] |

Konkurencje techniczne
| Zawodniczka       | Konkurencja    | Kwalifikacje | Kwalifikacje | Finał | Finał   | Źródło |
| Zawodniczka       | Konkurencja    | Wynik        | Miejsce      | Wynik | Miejsce | Źródło |
| ----------------- | -------------- | ------------ | ------------ | ----- | ------- | ------ |
| Danniel Thomas    | pchnięcie kulą | 16,99        | 25.          | NQ    | NQ      | [ 21 ] |
| Tara-Sue Barnett  | rzut dyskiem   | 58,09        | 16.          | NQ    | NQ      | [ 22 ] |
| Kellion Knibb     | rzut dyskiem   | NM           | –            | NQ    | NQ      | [ 22 ] |
| Shadae Lawrence   | rzut dyskiem   | 57,09        | 22.          | NQ    | NQ      | [ 22 ] |
| Shanieka Thomas   | trójskok       | 14,02        | 14.          | NQ    | NQ      | [ 23 ] |
| Kimberly Williams | trójskok       | 14,22        | 6.           | 14,53 | 7.      | [ 23 ] |
| Daina Levy        | rzut młotem    | 60,35        | 30.          | NQ    | NQ      | [ 24 ] |

### Pływanie
| Zawodnik       | Konkurencja                | Eliminacje | Eliminacje | Półfinał | Półfinał | Finał   | Finał   | Źródło |
| Zawodnik       | Konkurencja                | Czas       | Miejsce    | Czas     | Miejsce  | Czas    | Miejsce | Źródło |
| -------------- | -------------------------- | ---------- | ---------- | -------- | -------- | ------- | ------- | ------ |
| Timothy Wynter | 100 m grzbietowym mężczyzn | 57,20      | 34.        | NQ       | NQ       | NQ      | NQ      | [ 25 ] |
| Alia Atkinson  | 100 m klasycznym kobiet    | 1:06,72    | 7.         | 1:06,52  | 6.       | 1:08,10 | 8.      | [ 26 ] |

### Skoki do wody
| Zawodnik           | Konkurencja                           | Preeliminacje | Preeliminacje | Półfinał | Półfinał | Finał  | Finał   | Źródło |
| Zawodnik           | Konkurencja                           | Punkty        | Miejsce       | Punkty   | Miejsce  | Punkty | Miejsce | Źródło |
| ------------------ | ------------------------------------- | ------------- | ------------- | -------- | -------- | ------ | ------- | ------ |
| Ahmad Amsyar Azman | trampolina 3 m indywidualnie mężczyzn | 416,55        | 11.           | 381,40   | 14.      | NQ     | NQ      | [ 27 ] |